# 科林·哈里森
科林·哈里森（英語：Colin Harrison，1961年2月20日—），澳大利亚男子帆船运动员。他曾代表澳大利亚参加2004年、2008年、2012年和2016年夏季残疾人奥林匹克运动会帆船比赛，获得一枚金牌和一枚铜牌。